# Charles Akonnor
Charles Kwablan Akonnor (Accra, 12 maart 1974) is een voormalig Ghanese internationale voetballer. Hij was een veelzijdige middenvelder en speelde voornamelijk in Duitsland. Hij was tevens actief als trainer. Hij is de vader van de voetballer Charles-Jesaja Herrmann die bij KV Kortrijk actief is.

## Carrière op clubniveau
Akonnor kwam voor het eerst naar Duitsland in 1992, samen met zijn vriend en nationale teamgenoot Samuel Kuffour. Na zes jaar in de tweede Bundesliga bij Fortuna Köln te hebben gespeeld, vertrok hij in 1998 naar eersteklasser VfL Wolfsburg.
In Wolfsburg ontwikkelde Akonnor zich snel als een vindingrijke speler en een van de belangrijkste elementen van het team. In het seizoen 2001-02 kreeg hij de aanvoerdersband. Aan het begin van het volgende seizoen raakte hij echter geblesseerd. Hij kreeg knieproblemen, waarvoor hij in 2003 zelfs een operatie onderging. Dit was de aanleiding voor een transfer naar SpVgg Unterhaching in januari 2004. Hiermee keerde hij terug naar tweede klasse.
In 2005 vertrok Akonnor naar Denemarken om te spelen bij AC Horsens. Hij kreeg er een belangrijke rol in het behoud van het team op het hoogste niveau, waartoe ze het jaar voordien waren gepromoveerd. Hij speelde een laatste seizoen op het hoogste niveau in Cyprus bij Alki Larnaca. In de zomer van 2008 verliet Akonnor Cyprus en speelde kortstondig in de Oberliga Niedersachenliga-West voor SC Langenhagen, waarna hij in februari 2009 het einde van zijn carrière aankondigde.

## Internationale carrière
Akonnor, houder van 41 caps, werd benoemd tot aanvoerder van de Black Stars na het stoppen van Abédi Pelé. Hij zou echter nooit meer worden opgeroepen nadat hij tevens de Duitse nationaliteit had aangevraagd en gekregen.

## Trainerscarrière
Op 19 februari 2009 tekende Akonnor een contract als hoofdcoach voor Sekondi Wise Fighters, waar hij samenwerkte met zijn voormalige nationale teamgenoot Nii Lamptey. Op 22 januari 2010 werd hij benoemd tot director of sport bij Sekondi Wise Figthers. Zijn opvolger was Hans-Dieter Schmidt. In 2012 vertrok Akonnor naar Hearts of Oak om het trainerschap over te nemen van Nebojsa Vucicevic.